# ياسر تريكي
ياسر محمد الطاهر تريكي (بالإنجليزية: Yasser Triki)  (24 مارس 1997، قسنطينة) هو رياضي جزائري يتنافس في رياضة القفز الطويل والقفز الثلاثي. حصل على الميدالية الفضية في رياضة القفز الطويل في دورة الألعاب الجامعية الصيفية 2017. كما حطم كذلك الرقم الوطني الجزائري في القفز الثلاثي الذي كان بحوزة لطفي قايدة (16.49 متر) منذ مارس 1992 والذي سجله بانديانا بوليس الأمريكية.
حطم تريكي الرقم القياسي الجزائري في القفز الثلاثي بـ 17.31 متراً حققه في لقاء الجزائر في 4 يونيو 2021، وبالتالي تأهل إلى أولمبياد صيف 2020. في يونيو 2021، فاز بالميداليات الذهبية في كل من القفز الطويل والقفز الثلاثي في بطولة ألعاب القوى العربية 2021 التي أقيمت في تونس بقفزات بلغت 7.96 متراً و17.26 متراً على التوالي. في 7 يوليو 2021، حسّن رقمه القياسي الوطني بقفزة بلغت 17.33 متراً خلال نصب جيولاي استفان التذكاري في بودابست
كما حطم تريكي الرقم القياسي الجزائري داخل القاعة في القفز الثلاثي عدة مرات، حيث حطم أولاً الرقم القياسي الحالي الذي يحمله لطفي خيدة والذي سجله في إنديانابوليس في مارس 1992 بـ 16.49 متر، قبل أن يحطم تريكي هذا الرقم في 25 يناير 2019 في تكساس بقفزة 16.52 متر. وتم تحسين هذا الرقم القياسي في 11 فبراير 2019 في تكساس بـ 17.00 متر، قبل أن يتم تسجيل رقم قياسي جديد بعد بضعة أيام في فاييتفيل (كارولاينا الشمالية) في 23 فبراير 2019 بعلامة 17.12 متر.

## الميداليات
| العام        | المسابقة                   | المكان                  | المركز       | حدث          | ملاحظة |
| ممثل الجزائر | ممثل الجزائر               | ممثل الجزائر            | ممثل الجزائر | ممثل الجزائر |        |
| ------------ | -------------------------- | ----------------------- | ------------ | ------------ | ------ |
| 2013         | بطولة الشباب العربي        | القاهرة، مصر            | الأول        | قفزة طويلة   |        |
| 2013         | بطولة الشباب العربي        | القاهرة، مصر            | الأول        | قفزة ثلاثية  |        |
| 2013         | بطولة العالم للشباب        | دونيتسك، أوكرانيا       | السابع       | قفزة طويلة   |        |
| 2014         | ألعاب الشباب الأفريقي      | غابورون، بوتسوانا       | الأول        | قفزة طويلة   |        |
| 2014         | ألعاب الشباب الأفريقي      | غابورون، بوتسوانا       | الثالث       | قفزة ثلاثية  |        |
| 2014         | بطولة العالم للناشئين      | يوجين، الولايات المتحدة | التاسع       | قفزة طويلة   |        |
| 2014         | الألعاب الأولمبية للشباب   | نانجينغ، الصين          | –            | قفزة طويلة   |        |
| 2015         | بطولة الشباب الأفريقية     | أديس أبابا، إثيوبيا     | الثالث       | قفزة طويلة   |        |
| 2016         | بطولة الشباب العربية       | تلمسان، الجزائر         | الأول        | قفزة طويلة   |        |
| 2016         | بطولة الشباب العربية       | تلمسان، الجزائر         | الأول        | قفزة ثلاثية  |        |
| 2016         | بطولة العالم تحت 20        | بيدغوشتش، بولندا        | الرابع       | قفزة طويلة   |        |
| 2017         | ألعاب التضامن الإسلامي     | باكو، أذربيجان          | الرابع عشر   | قفزة طويلة   |        |
| 2017         | ألعاب التضامن الإسلامي     | باكو، أذربيجان          | الخامس       | قفزة ثلاثية  |        |
| 2017         | البطولة العربية            | رادس، تونس              | الأول        | قفزة طويلة   |        |
| 2017         | البطولة العربية            | رادس، تونس              | الأول        | قفزة ثلاثية  |        |
| 2017         | بطولة الجامعات             | تايبيه، تايوان          | الثاني       | قفزة طويلة   |        |
| 2017         | بطولة الجامعات             | تايبيه، تايوان          | الخامس       | قفزة ثلاثية  |        |
| 2018         | ألعاب البحر الأبيض المتوسط | طركونة، إسبانيا         | الثاني       | قفزة طويلة   |        |
| 2018         | بطولة أفريقيا              | أسابا، نيجريا           | الرابع       | قفزة طويلة   |        |
| 2018         | بطولة أفريقيا              | أسابا، نيجريا           | الثالث       | قفزة ثلاثية  |        |
| 2019         | البطولة العربية            | القاهرة، مصر            | الثاني       | قفزة طويلة   |        |
| 2019         | البطولة العربية            | القاهرة، مصر            | الأول        | قفزة ثلاثية  |        |
| 2019         | الألعاب الأفريقية          | الرباط، المغرب          | الأول        | قفزة طويلة   |        |
| 2019         | الألعاب الأفريقية          | الرباط، المغرب          | الثاني       | قفزة ثلاثية  |        |
| 2019         | بطولة العالم               | الدوحة، قطر             | العشرين      | قفزة ثلاثية  |        |

## المشاركة في الألعاب الأولمبية الصيفية 2020
بالرغم من عدم تمكنه من إحراز ميدالية في نهائي الوثب الثلاثي للرجال، إلا أن محمد ياسر تريكي حطم الرقم القياسي الجزائري.
| الرياضي    | المنافسة       | تصفيات  | تصفيات  | النهائيات | النهائيات |
| الرياضي    | المنافسة       | المسافة | الترتيب | المسافة   | الترتيب   |
| ---------- | -------------- | ------- | ------- | --------- | --------- |
| ياسر تريكي | قفز ثلاثي رجال | 17.05   | 5 تأهل  | 17.43     | 5         |

## روابط خارجية
- ياسر تريكي على موقع الاتحاد الدولي لألعاب القوى (الإنجليزية)
- ياسر تريكي على موقع أوليمبيديا (الإنجليزية)